# تاريخ الأبجدية اليونانية
يبدأ تاريخ الأبجدية اليونانية مع اعتماد أشكال الحروف الفينيقية في القرنين التاسع والثامن قبل الميلاد خلال أوائل فترة اليونان العتيقة، وصولًا إلى يومنا هذا. طُورت الأبجدية اليونانية خلال العصر الحديدي، بعد قرون من اندثار النظام الخطي «بي»، الذي يمثل نظام الكتابة المقطعية المستخدم في كتابة اليونانية الميسينية وصولًا إلى انهيار العصر البرونزي 1200ق م , وبداية العصور اليونانية المظلمة. يركز هذا المقال على تطور الأبجدية قبل التدوين الحديث للألفبائية اليونانية القياسية.
اتسمت الأبجدية الفينيقية بتفسيرها الثابت للحروف الساكنة فقط، على الرغم من تطويرها أم القراءة بحلول القرن التاسع قبل الميلاد، ما سمح بالإشارة إلى بعض حروف العلة، التي تقع غالبًا في نهاية الكلمة. يُعد هذا الترتيب أكثر ملاءمة للغة اليونانية منه للغات السامية، وقد خضعت أم القراءة هذه، بالإضافة إلى العديد من الحروف الفينيقية، التي تمثل حروفًا ساكنة غير موجودة في اللغة اليونانية، إلى التكييف مع مبدأ الأكروفونية من أجل تمثيل حروف العلة اليونانية بشكل متسق، إن لم يكن غير قابل للالتباس.
طُورت اللغة اليونانية بفضل أحد اليونانيين ذوي الخبرة المباشرة في الكتابة الفينيقية المعاصرة. بعد تأسيسها الأول على أراضيها الرئيسية، تمكنت اليونان من تصدير لغتها إلى فريجيا، حيث ابتُكرت كتابة مشابهة. انتشرت اللغة اليونانية أيضًا غربًا مع التجار الوابيين أو اليونانيين الغربيين، حيث عمل الإتروريين على تكييف الأبجدية اليونانية مع لغتهم الخاصة، ما أدى في نهاية المطاف إلى ظهور الأبجدية اللاتينية.

## التطويرات اللاحقة
تزامنت العصور القديمة المتأخرة وأوائل الفترة البيزنطية مع تطوير نمطين مختلفين من الكتابة اليدوية. أمكن استخدام هذين النمطين مع عملية الكتابة باستخدام الريشة والحبر على المواد الناعمة (الورق أو الرق). تألفت كتابة الأنسيال من مجموعة من رموز الأحرف المستقيمة الحديثة، التي تشابهت مع تلك المستخدمة في الحروف كبيرة النسق الحديثة. استُخدمت هذه الكتابة بشكل رئيسي في الكتب المنتجة بعناية فائقة. بالنسبة إلى أنواع الكتابات الأخرى، على سبيل المثال الرسائل الخاصة، والوثائق وغيرها من أنواع الكتابة اليومية، اعتُمدت كتابة الحروف المتصلة التي استخدمت الرموز المتداخلة المائلة والعديد من الوصلات الأبجدية.
ابتداءً من منتصف القرن التاسع الميلادي، استُبدل أسلوب كتابة جديد، الحروف صغيرة النسق اليونانية، بالكتابة الأنسيالية في الكتب، إذ استخدم هذا الأسلوب أشكال حروف مدورة ومحكمة واعتمد بشكل جزئي على الكتابة المتصلة السابقة. من المحتمل ظهور هذا الابتكار كنتيجة للتركيز على الأعمال الكتابية لدير ستوديون في القسطنطينية. يُطلق على أقدم نوع من الكتب المكتوبة بالحروف صغيرة النسق، التي يعود تاريخها إلى منتصف القرن التاسع حتى منتصف القرن العاشر، اسم مخطوطات فيتوستيسيمي «أقدم المخطوطات». خلال القرون اللاحقة، خضع أسلوب الكتابة هذا لمزيد من التطويرات واكتسب المزيد من العناصر المتصلة مرة أخرى. أصبح هذا الأسلوب في النهاية النوع السائد من الكتابة اليدوية حتى فترة ما بعد البيزنطية.
بالإضافة إلى أشكال الحروف المتصلة، بدأت الكتابة اليونانية في استخدام مسافات حدود الكلمات والشكلات (أي علامات النبر والتنفس في قواعد الكتابة متعددة التنغيم) بشكل أكبر. استُخدمت اللاحقة السفلية إيوتا ابتداءً من القرن الثالث عشر فصاعدًا.
غالبًا ما جمعت مخطوطات العصور الوسطى أشكال حروف الأنسيال القديمة مع الحروف صغيرة النسق العادية في كتابة العناوين أو في إبراز الحرف الأول لكلمة أو جملة ما. بشكل مشابه للغة اللاتينية، شكّل هذا أساس الابتكار الحديث لنسق الأحرف، والتمييز المنهجي بين الحروف كبيرة النسق وصغيرة النسق في قواعد الكتابة. تُشتق الحروف كبيرة النسق في علم قواعد الكتابة الحديث من كتابة الأنسيال، بينما تُشتق الحروف صغيرة النسق الحديثة من نظام الكتابة اليوناني صغير النسق.
أدى ظهور الطباعة إلى تدوين مجموعة أكثر ثباتًا من بنى الحروف. استخدمت الكتابة اليدوية اليونانية على نطاق واسع الوصلات الأبجدية مع الحروف التي اختلفت كتابتها اعتمادًا على مكانها في الكلمة. حاول الطابعون الأوائل، مثل ألدوس بيوس مانوتيوس وكلود غاراموند، تقليد ذلك، مستندين في طباعتهم إلى كتابات الكتّاب اليونانيين، ما انتهى بإنتاج أسلوب كتابة مشابه لكتابة الخط المائل الحديثة. نظرًا إلى احتلال الإمبراطورية العثمانية لليونان حتى القرن التاسع عشر، تمركز معظم الطابعين الأوائل للغة اليونانية (القديمة في الغالب) في أوروبا الغربية؛ كان القليل منهم فقط يوناني الأصل. أدى هذا إلى اعتماد اصطلاحات الكتابة في اللغة اليونانية مثل تأثر نسق الحروف بالطباعة والتطويرات على الأبجدية اللاتينية. اختفت الطباعة اليونانية المستوحاة من حروف الأنسيال ببطء خلال القرنين الثامن عشر والتاسع عشر بالتزامن مع انتشار أسلوب الكتابة المستقيم قليل الزخرفة الذي يتشابه مع الطباعة اللاتينية.
في عام 1708، نشر برنارد دي مونتفوكون كتاب باليوغرافيا غريسا، بعد دراسته المتعمقة لأسلوب الكتابة اليوناني في علم الكتابات القديمة، إذ أصبح كتابه مرجعًا في هذا الموضوع خلال القرنين اللاحقين.
في عام 1982، اعتُمدت قواعد الكتابة وحيدة التنغيم رسميًا، مع التخلي عن التنفس الخشن والسلس (نظرًا إلى اختفاء الصوت [هاء] منذ فترة طويلة) بالإضافة إلى اختصار الأنواع الثلاثة من علامات النبر في نوع واحد (إذ استُبدلت النبرة المشددة بنبرة التنغيم).
شهد النطق اليوناني أيضًا تغييرات كبيرة منذ العصور القديمة، إلا أنها لم تتضح من قواعد الكتابة، التي بقيت محافظة - انظر الأبجدية اليونانية للاطلاع على ملخص عن الوضع الحالي.